# Navizence
La Navizence (o Navisence) è un fiume del Vallese svizzero affluente del Rodano.
Inizia ai piedi del ghiacciaio di Zinal, percorre la valle di Zinal e poi la Val d'Anniviers. Infine si getta nel Rodano nei pressi del comune di Chippis.
Il suo principale affluente è la Gougra che scende dalla valle di Moiry.
Nei pressi di Niouc c'è un ponte sospeso pedonale alto 190 m che supera questo corso d'acqua. Il ponte è un'attrazione turistica internazionale a causa della postazione di lancio di bungee jumping.